# Hypermeter
Ein Hypermeter (altgriechisch ὑπέρμετρος hypermetros, deutsch ‚übermäßig‘), auch hypermetrischer Vers, ist ein hyperkatalektischer Vers, der eine das Versmaß überschreitende Silbe aufweist, deren auslautender Vokal aber durch Elision getilgt wird. Beispiel:
iactemur, doceas; ignari hominumque locorumqu(e)

erramus […]
Ein Hypermeter ist relativ selten. Beispielsweise kommen in Vergils Georgica und in der Aeneis insgesamt 23 Hypermeter auf 2188 + 9896 Verse, die Häufigkeit von Hypermetern bei Vergil liegt demnach bei etwa 0,19 %.
Davon abweichend wird ein aus gleichartigen Metren bestehendes System analog zu den Bezeichnungen Pentameter, Hexameter usw. auch als Hypermeter bezeichnet.